# زی‌تک
زی‌تک (به انگلیسی: XeTeX) یک موتور حروف‌چینی تک است که استاندارد یونیکد را به کار می‌برد و از فناوری‌های امروزی فونت مانند OpenType و ‎Apple Advanced Typography (AAT)‎ پشتیبانی می‌کند. زی‌تک را جوناتان کو نوشته و پشتیبانی می‌کند.
زی‌تک در آغاز تنها در مک اواس اکس کار می‌کرد، ولی امروزه در بیشتر سیستم‌عامل‌ها موجود است. زی‌تک برپایهٔ یونیکد است و پروندهٔ ورودی‌اش را در کدگذاری یوتی‌اف-۸ می‌انگارد. زی‌تک می‌تواند همهٔ فونت‌های نصب‌شده در سیستم‌عامل را به کار ببرد.
زی‌تک در توزیع‌های معروف تک موجود است، مانند تک‌لایو و میک‌تک.

## زی‌پرشین
زی‌پرشین (به انگلیسی: XePersian) مجموعه‌ای از ماکروها است که نوشتن فارسی را با زی‌تک بسیار آسان می‌کند. زی‌پرشین راPersian TeX Group نوشته‌اند و هم‌اکنون وفا خلیقی از آن پشتیبانی می‌کند. نمونه‌ای از کد لازم برای ساختن یک نوشته با زی‌پرشین در زیر نشان داده شده‌است:
```
\documentclass
{
article
}

\usepackage
{
xepersian
}

\title
{
عنوان مطلب
}

\author
{
نام نویسنده
}

\settextfont
{
XB Zar
}

\setlatintextfont
{
Linux Libertine
}

\setdigitfont
{
Parsi Digits
}

\begin
{
document
}

\maketitle

\tableofcontents

\section
{
یک قسمت
}

  .
  .
  .

\subsection
{
یک زیرقسمت
}

      .
      .
      .
      
\subsubsection
{
یک زیرزیرقسمت
}

         .
         .
         .

\end
{
document
}

```

نمونه‌ای از خروجی زی‌پرشین

پروندهٔ ورودی را می‌توان با دستور xelatex پردازش کرد و خروجی PDF به دست آورد.